# Trubarjeva cesta, Ljubljana
Trubarjeva cesta je ena izmed daljših cest v Ljubljani. 

## Poimenovanje
Cesta je bila 4. junija 1952 preimenovana iz dotedanjega imena Sv. Petra cesta oz. Šentpeterska cesta v Trubarjevo cesto.

## Zgodovina
Sv. Petra cesta/Trubarjeva cesta je ena najstarejših cest v Ljubljani, saj se prvič omenja že leta 1802. 

## Urbanizem
Cesta se prične na stiku s Prešernovim trgom in Miklošičevo cesto ter se konča v križišču z Zaloško in Njegoševo cesto.

## Javni potniški promet
Po delu Trubarjeve potekata trasi mestnih avtobusnih linij št. 5 in N5. Avtobusnih postajališč MPP na ulici ni.